# Erotische Kunst

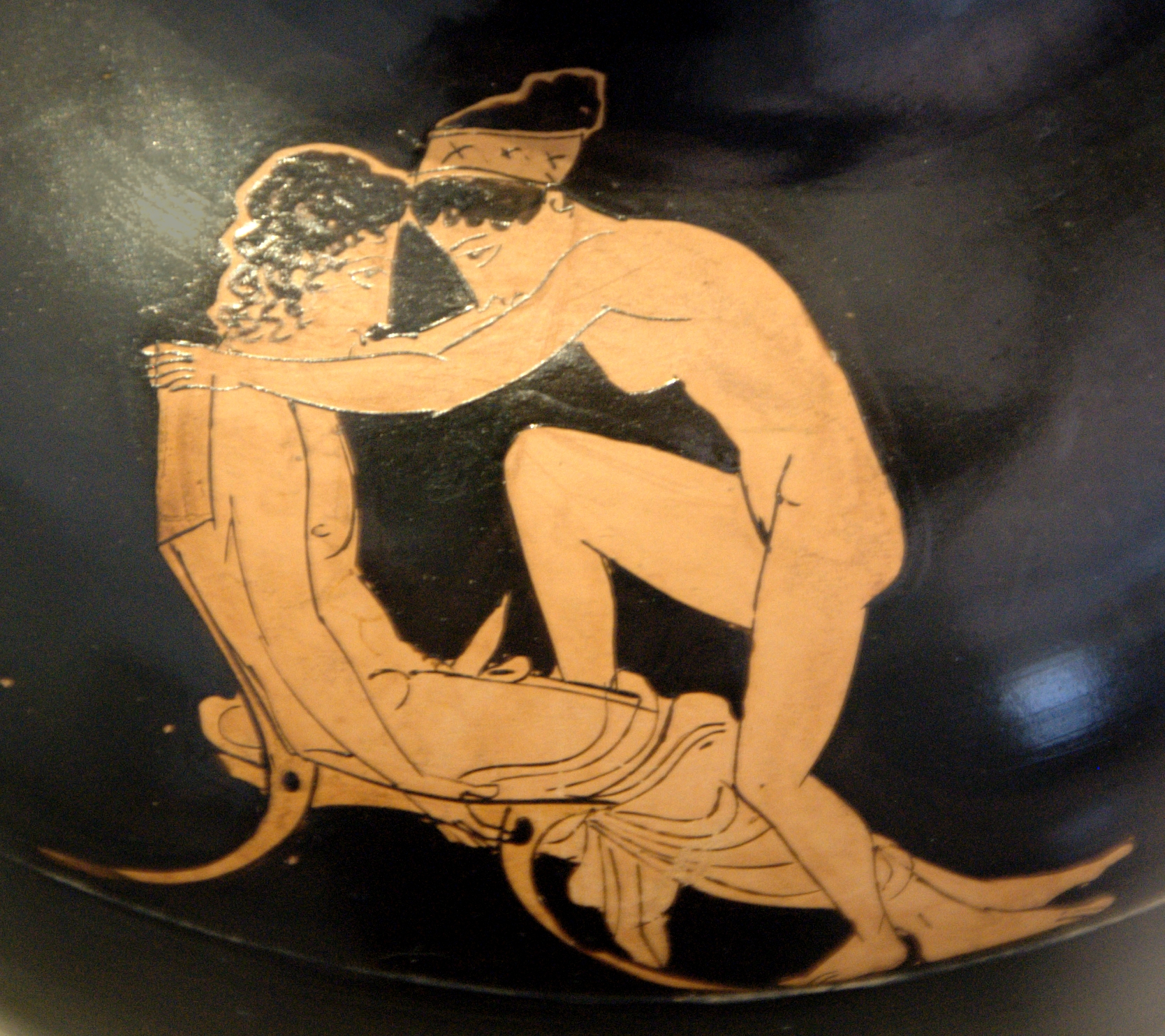
Detail einer antiken Oinochoe (Weinkanne). Schuwalow-Maler um 430 v. Chr.

Werke der erotischen Kunst (Erotika, Singular Erotikon) sind Kunstwerke mit vorwiegend erotischem Sujet, also literarische Texte, Bilder, Skulpturen, Filme, Comics usw., deren Gegenstand die Darstellung sexueller Handlungen oder Situationen ist.

## Abgrenzung zur Pornographie
Die Abgrenzung des Begriffs zur Pornografie hat sich im Lauf der Zeit verändert, wird in den einzelnen Kulturkreisen unterschiedlich bewertet und ist von Konventionen und vom persönlichen Empfinden des Betrachters abhängig.
Eine strikte Trennung zwischen Kunst und Pornografie wird im deutschen Recht nicht mehr vorgenommen, wie das Bundesverfassungsgericht in seiner Mutzenbacher-Entscheidung festgestellt hat. Demnach kann ein Werk sowohl ein Kunstwerk sein, womit es unter den sogenannten Kunstvorbehalt von § 1 Abs. 2 Ziff. 2 GjS fällt und zudem auch durch Art. 5 GG Abs. 3 besonders geschützt ist, als auch eine „schwer jugendgefährdende Schrift“ im Sinn des § 6 GjS sein und somit indiziert werden.
In der deutschen Rechtsprechung wird für Pornographie regelmäßig wörtlich oder sinngemäß eine Definition des OLG Düsseldorf genannt. Danach handelt es sich bei Pornografie um „grobe Darstellungen des Sexuellen, die in einer den Sexualtrieb aufstachelnden Weise den Menschen zum bloßen, auswechselbaren Objekt geschlechtlicher Begierde degradieren. Diese Darstellungen bleiben ohne Sinnzusammenhang mit anderen Lebensäußerungen und nehmen spurenhafte gedankliche Inhalte lediglich zum Vorwand für provozierende Sexualität.“
Anders als in der neueren deutschen Rechtsprechung wird beispielsweise in den USA weiterhin abgestellt auf eine Unterscheidung von Kunstwerken einerseits, die durch das 1. Zusatzartikel zur Verfassung der Vereinigten Staaten geschützt werden, und dem pornographischen Werk andererseits, das kein Kunstwerk ist und einen solchen Schutz nicht genießt. Wesentlich in diesem Zusammenhang ist der Begriff des „Obszönen“. Maßgeblich ist dabei eine Entscheidung des Supreme Court of the United States im Fall Miller v. California von 1973, in dem als eine von drei Kriterien – dem sogenannten Miller-Test – für die Obszönität eines Werkes bestimmt wurde, dass „dem Werk insgesamt ernsthafter literarischer, künstlerischer, politischer oder wissenschaftlicher Wert fehle“. Dementsprechend ging es in Prozessen um indizierte Bücher in den USA immer wieder darum, ob ein Text ein Kunstwerk darstelle oder nicht, so etwa in den Verfahren betreffend Fanny Hill von John Cleland, Ulysses von James Joyce und Wendekreis des Krebses von Henry Miller.
In der wissenschaftlichen Diskussion wird mit dem Begriff Erotografie der Grenzbereich zwischen dem, was als Erotik und was als Pornografie angesehen wird, beschrieben.

## Sammlungen erotischer Kunst

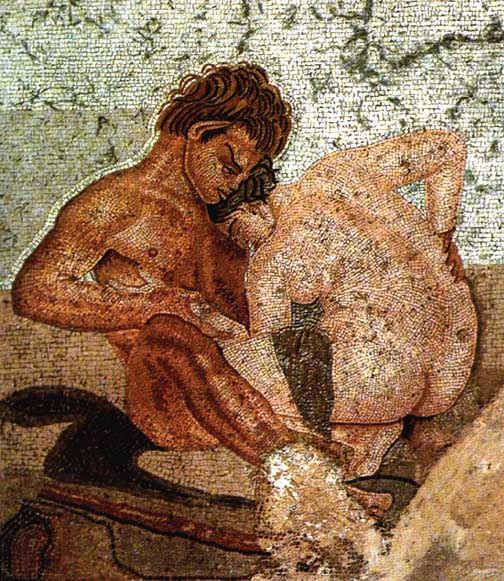
Satyr und Nymphe, Mosaik aus dem Haus des Fauns, Pompeji, 79 n. Chr.

Den Zensoren, die sich bemühten, wo es nicht möglich war die Werke erotischer Kunst zu vernichten, zumindest deren Verbreitung Grenzen zu setzen, standen auf der anderen Seite die Sammler erotischer Kunst gegenüber, die versuchten, den verfolgten Werken eine Heimstatt zu geben. Außer durch die Tätigkeit von ihren Liebhaberein oder auch Obsessionen folgenden Sammlern entstanden bedeutende Sammlungen erotischer Kunst auch durch das Bemühen, diese Werke der Öffentlichkeit vorzuenthalten, ohne sie eben vernichten zu wollen.

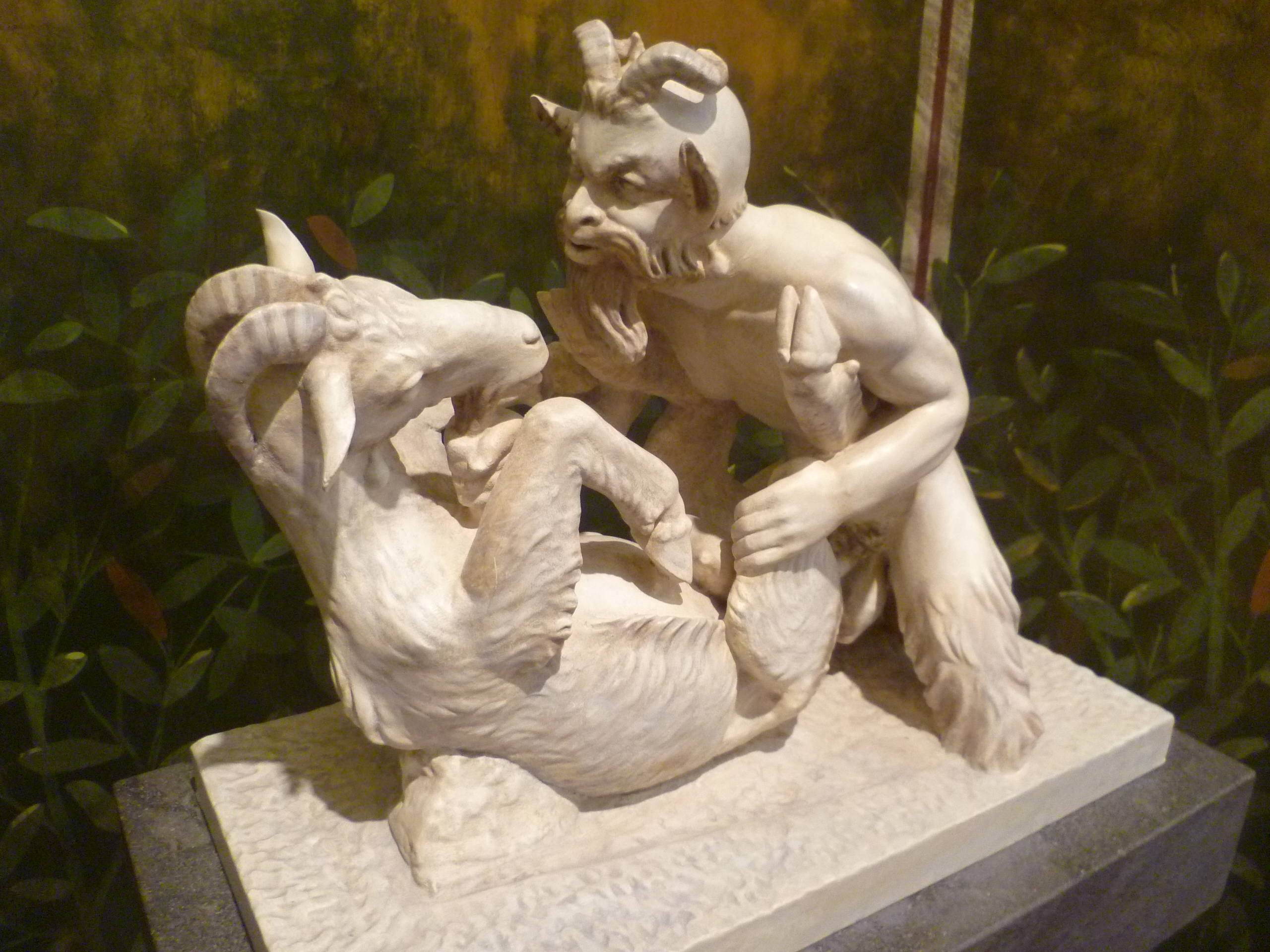
Pan kopuliert mit einer Ziege. Skulptur aus dem Gabinetto Segreto, heute im Archäologischen Nationalmuseum Neapel

Eine frühe und bedeutende Sammlung dieser Art kam durch die Funde antiker Erotika in Pompeji zustande. Werke, von denen man meinte, dass sie wegen ihrer Anstößigkeit im Verborgenen bleiben müssten, wurden im sogenannten Gabinetto Segreto in Neapel verwahrt. Der die Sammlung enthaltende Raum wurde im 19. Jahrhundert zeitweise sogar zugemauert. Erst seit 2000 sind die Werke dauerhaft zugänglich. Weitere bekannte „geheime Museen“ sind das inzwischen aufgelöste sogenannte Secretum des British Museum in London und die als L'enfer (französisch für „Hölle“, etwa entsprechend dem deutschen „Giftschrank“ als Bezeichnung einer Remota-Abteilung) bezeichnete Abteilung der Bibliothèque nationale in Paris.
Die Legende will es, dass die größte Sammlung erotischer Kunst überhaupt im Vatikan beherbergt sei, es gibt aber für die Existenz einer derart umfangreichen Sammlung keine Hinweise. Die vermutlich größten Sammlungen von Erotica weltweit befinden bzw. befanden sich an Forschungseinrichtungen in den USA, namentlich die Sammlungen des
- Kinsey Institute for Research in Sex, Gender, and Reproduction auf dem Campus der Indiana University in Bloomington (Indiana) und des
- Institute for the Advanced Study of Human Sexuality in San Francisco.

Bedeutende private Sammler erotischer Kunst waren beispielsweise:
- Eduard Fuchs, Verfasser einer mehrbändigen Sittengeschichte und einer Geschichte der erotischen Kunst, die heute zwar in manchem überholt ist, wegen der umfangreichen Materialsammlung aber immer noch geschätzt wird
- Gérard Nordmann (Kaufhausbesitzer), 1930–1992, Schweiz (Manor AG)[6]
- Anton Pachinger, österreichischer Volkskundler, der von Fritz von Herzmanovsky-Orlando in der Gestalt des schrullenhaften Sammlers „Onkel Toni“ verewigt wurde
- Roger Peyrefitte, französischer Schriftsteller[7]
- Michel Simon, französisch-schweizerischer Schauspieler[7]